# Sven Simons
Sven Simons (Weert, 2 maart 2004) is een Nederlands voetballer die doorgaans speelt als middenvelder. In juli 2023 verruilde hij PSV voor FC Eindhoven.

## Clubcarrière
Simons speelde vanaf zijn achtste levensjaar in de jeugdopleiding van PSV. Deze doorliep hij en in het seizoen 2021/22 zat hij voor het eerst in de wedstrijdselectie van Jong PSV in de Eerste divisie. Uiteindelijk zat hij in twee seizoenen tijd zes keer als ongebruikte wisselspeler op de bank bij Jong PSV. Zijn contract bij PSV liep af in de zomer van 2023, waarop hij transfervrij overstapte naar stadsgenoot FC Eindhoven, waar hij zijn handtekening zette onder een verbintenis voor de duur van twee seizoenen met een optie op een jaar extra.
Zijn professionele debuut maakte Simons op 25 september 2023, op bezoek bij Jong Ajax. Die ploeg kwam door een doelpunt van Jaydon Banel op voorsprong, waarna Ozan Kökçü de uitslag bepaalde op 1–1. Van coach Willem Weijs liet Simons in de tweede helft invallen voor Sven van Doorm. Zijn eerste treffer viel op 23 oktober, nota bene uit bij Jong PSV. Farouq Limouri zette Eindhoven op voorsprong, waarna Jong PSV-spits Jesper Uneken drie doelpunten maakte. Tibo Persyn, Simons en Kökçü zorgden voor een zege van de bezoekers: 3–4. De optie in zijn contract werd in maart 2025 gelicht, waardoor hij een jaar langer vast kwam te liggen bij Eindhoven.

## Clubstatistieken
| Seizoen | Club         | Competitie     | Competitie | Competitie | Beker | Beker | Internationaal | Internationaal | Totaal | Totaal |
| Seizoen | Club         | Competitie     | Wed.       | Dlp.       | Wed.  | Dlp.  | Wed.           | Dlp.           | Wed.   | Dlp.   |
| ------- | ------------ | -------------- | ---------- | ---------- | ----- | ----- | -------------- | -------------- | ------ | ------ |
| 2023/24 | FC Eindhoven | Eerste divisie | 33         | 1          | 2     | 0     | —              | —              | 35     | 1      |
| 2024/25 | FC Eindhoven | Eerste divisie | 27         | 4          | 1     | 1     | —              | —              | 28     | 5      |
| Totaal  | Totaal       | Totaal         | 60         | 5          | 3     | 1     | 0              | 0              | 63     | 6      |

Bijgewerkt op 9 april 2025.